# 6月4日
6月4日（ろくがつよっか）は、グレゴリオ暦で年始から155日目（閏年では156日目）にあたり、年末まであと210日ある。

## できごと

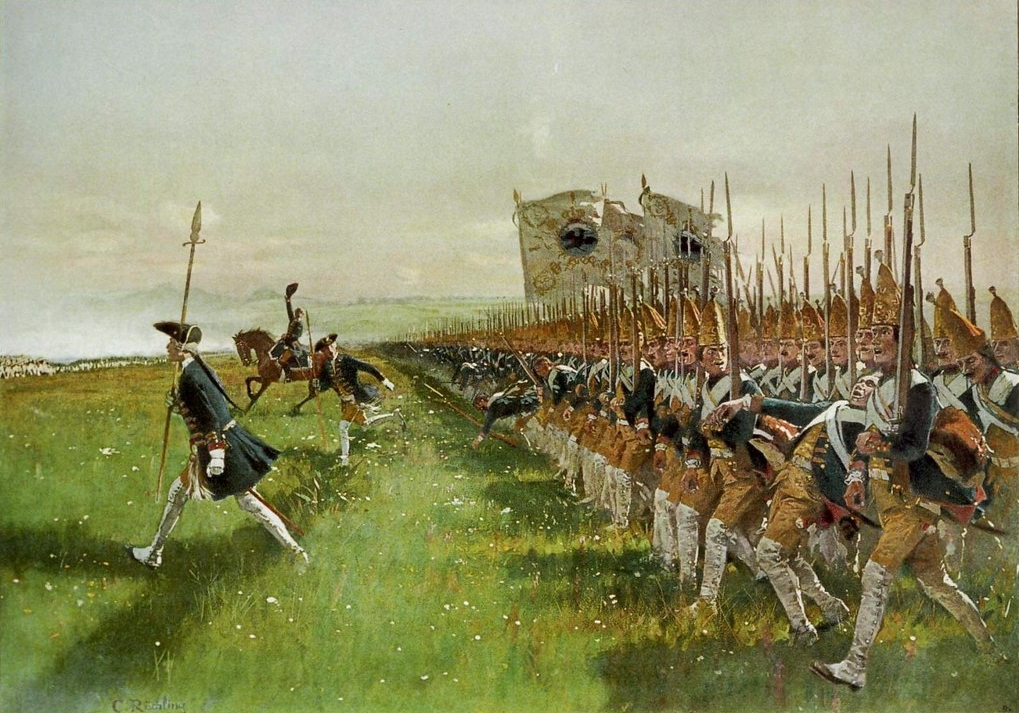
オーストリア継承戦争、ホーエンフリートベルクの戦い(1745)

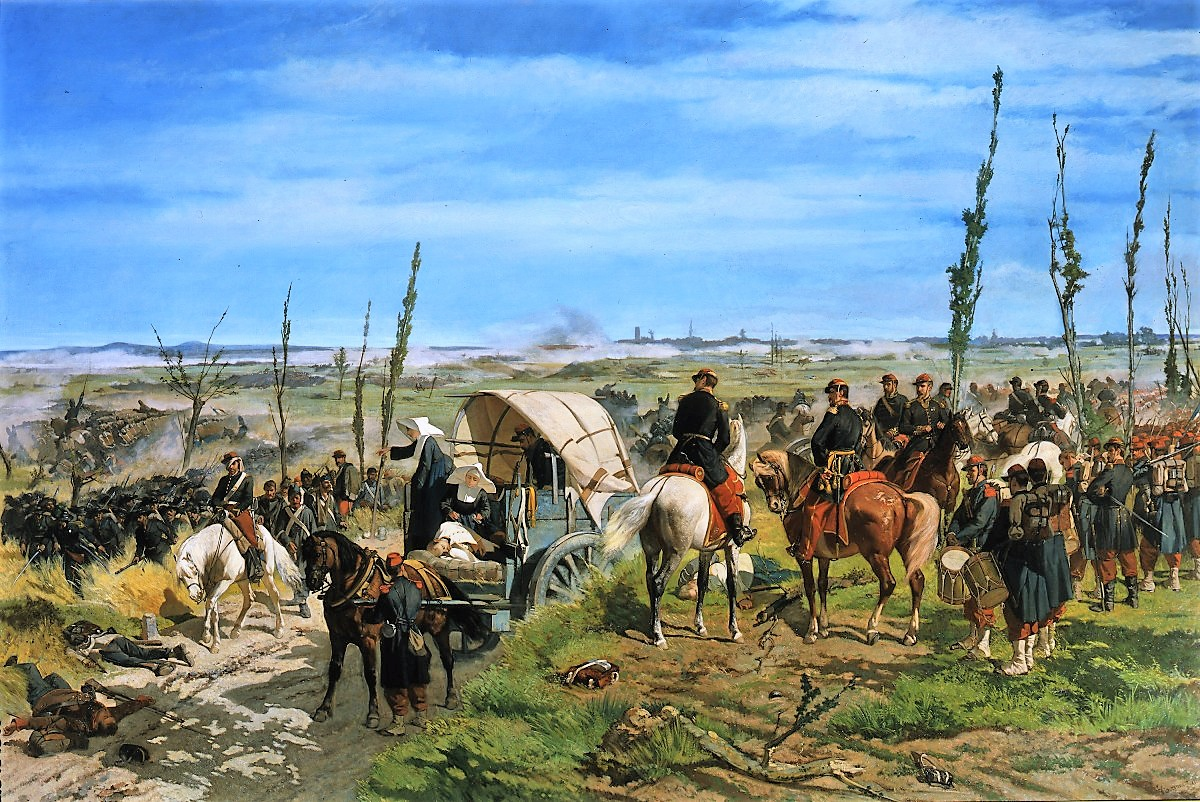
第二次イタリア独立戦争、マジェンタの戦い(1859)

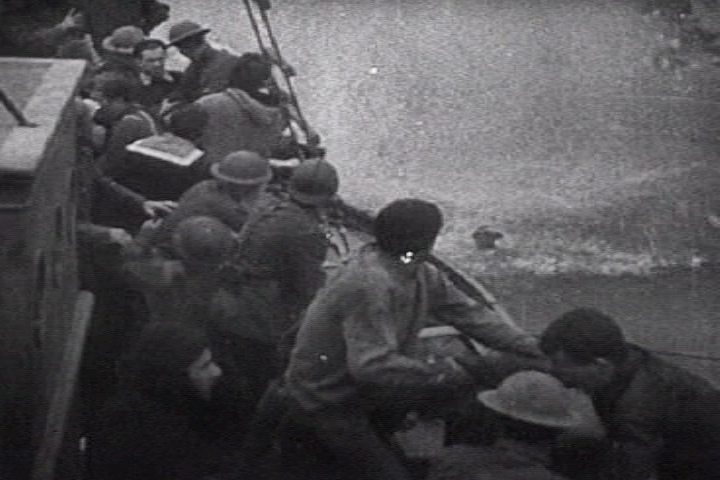
ダンケルクの戦い、ドイツ軍の勝利に終わる(1940)

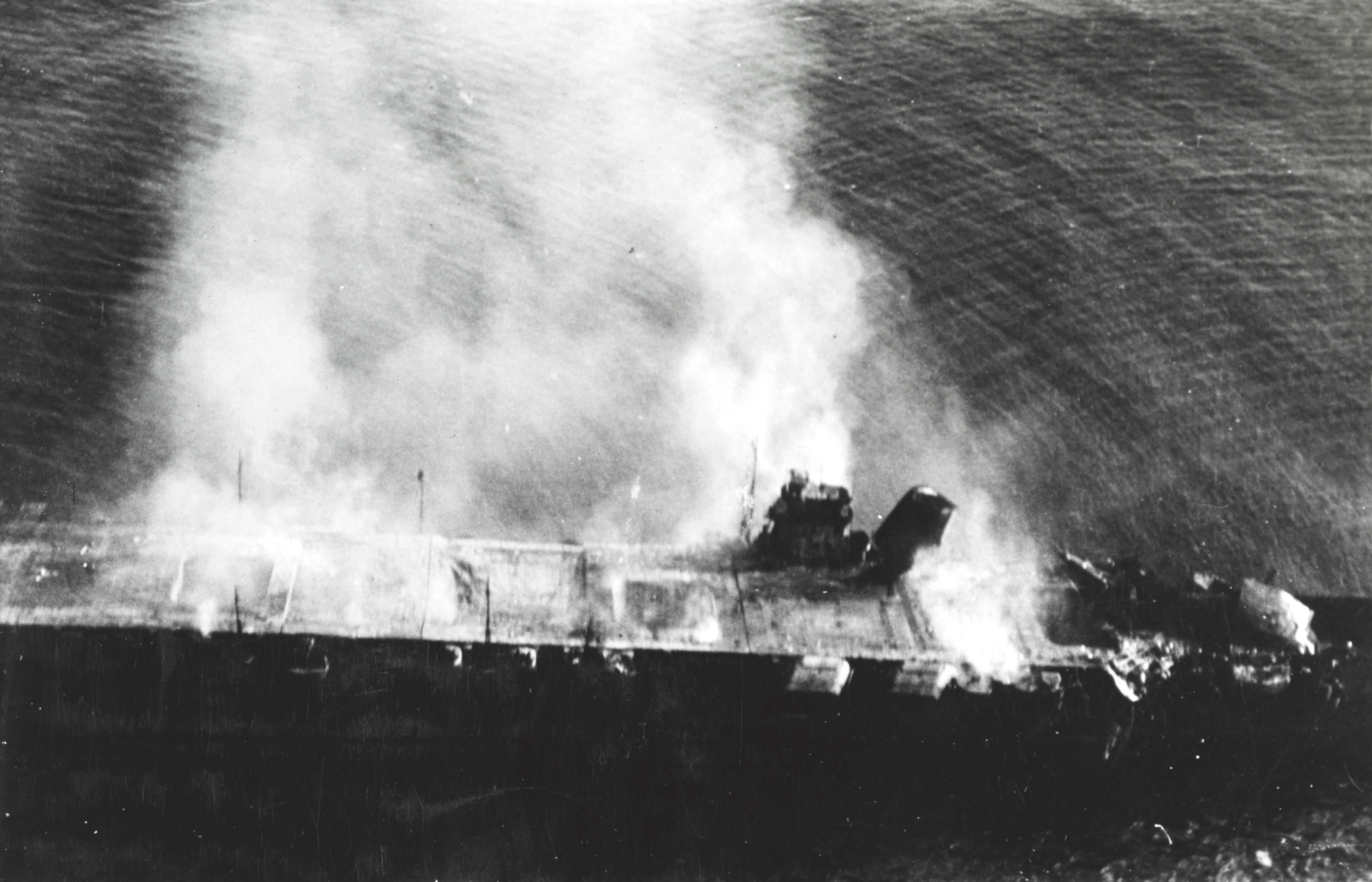
ミッドウェー海戦(1942)。画像は炎上する空母「飛龍」

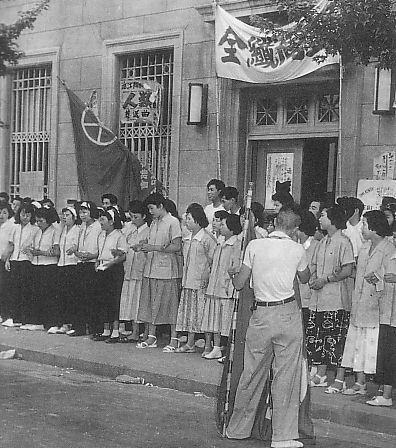
女工による106日間のストライキ、近江絹糸争議(1954)開始

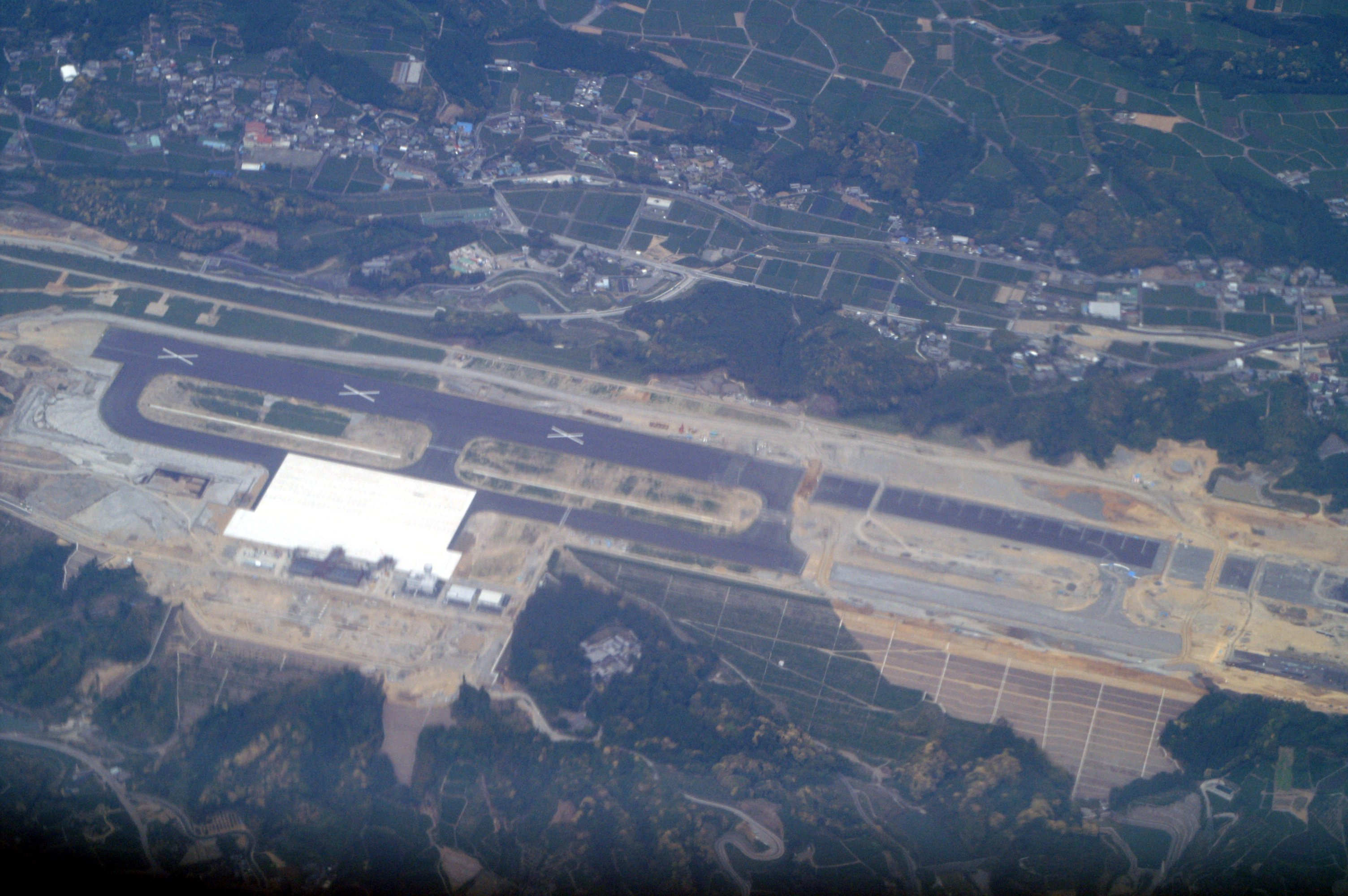
静岡空港開港(2009)

- 1039年 - ローマ王・皇帝のコンラート2世が死去。子のハインリヒ3世がローマ王に即位。
- 1189年 - 神聖ローマ皇帝フリードリヒ1世率いる十字軍がハンガリー・エステルゴムに着陣した。エステルゴムではハンガリー王ベーラ3世の盛大な出迎えを受けた。
- 1584年 - ウォルター・ローリーが新世界初のイングランド植民地であるロアノーク植民地を建設。
- 1615年（元和元年5月8日） - 大坂夏の陣: 徳川家康が豊臣秀頼と淀殿を切腹に追い込み、豊臣氏が滅亡[1]。
- 1716年（享保元年4月15日） - 江戸幕府が、東海道・中山道・日光道中・奥州道中・甲州道中の五街道の呼称を布達。
- 1745年 - オーストリア継承戦争: ホーエンフリートベルクの戦い
- 1783年 - フランスのモンゴルフィエ兄弟が世界初の熱気球無人飛行を実施。
- 1802年 - サルデーニャ王カルロ・エマヌエーレ4世が弟のヴィットーリオ・エマヌエーレ1世に譲位。
- 1812年 - ルイジアナ準州がミズーリ準州に改称。
- 1830年 - 南米独立革命の志士アントニオ・ホセ・デ・スクレ将軍がコロンビアで暗殺される。
- 1858年（安政5年4月23日） - 彦根藩主・井伊直弼が江戸幕府大老に就任。
- 1859年 - 第二次イタリア独立戦争: マジェンタの戦い。
- 1879年 - 東京・九段の東京招魂社を別格官幣社として靖国神社に改称。
- 1917年 - 第1回ピューリッツァー賞が発表される。授与式は6月6日[2]。
- 1920年 - 第一次世界大戦: ハンガリーが連合国とトリアノン条約を結び講和する。
- 1928年 - 満州にて関東軍の河本大作が軍閥の張作霖を爆殺。（張作霖爆殺事件）
- 1936年 - フランスで社会党レオン・ブルム首班の人民戦線内閣が成立。
- 1937年 - 第一次近衛文麿内閣発足。
- 1937年 - 普天堡の戦い。
- 1939年 - 高知県北川村の魚梁瀬森林鉄道で脱線転覆事故。死亡11人、重傷20余人、軽傷30余人[3]。
- 1940年 - 第二次世界大戦: ダンケルクの戦いが終結。
- 1942年 - 第二次世界大戦: ミッドウェー海戦が始まる。（日本時間では6月5日）
- 1943年 - 第二次世界大戦: 日本政府が「戦時衣生活簡素化実施要綱」を決定。男性は国民服、女性は元禄袖に。
- 1944年 - 第二次世界大戦: 連合国軍がローマに入城。初めて枢軸国の首都が陥落。
- 1946年 - 日本海軍潜水艦「伊400」、ハワイ近海に於いて撃沈処分。
- 1950年 - 第2回参議院議員通常選挙。
- 1951年 - 公営住宅法公布。
- 1954年 - 近江絹糸争議。近江絹糸紡績（現：オーミケンシ）の女子工員が、結婚の自由・信書の開封廃止など22項目を要求し106日間のストライキを開始。
- 1960年 - フィンランドのヘルシンキ近郊、エスポー市にある湖でボドム湖殺人事件が起こる。
- 1960年 - 国鉄労働組合、国鉄動力車労働組合などが日米安保反対ストライキを実施。全国で560万人が参加、2200本が運休[4]。
- 1961年 - 日本テレビでバラエティ番組『シャボン玉ホリデー』の放送開始。
- 1968年 - 日本女子プロレスから分裂して全日本女子プロレスが発足。
- 1970年 - トンガがイギリスから独立。
- 1973年 - この日発売の週刊少年ジャンプにて、中沢啓治による広島原爆をテーマとした漫画「はだしのゲン」の連載が開始（以後、掲載誌を変えながら1985年まで連載が続く）。
- 1974年 - 10セント・ビア・ナイト。
- 1979年 - ガーナでジェリー・ローリングス空軍大尉が軍事クーデターを起こし、フレッド・アクフォ（英語版）軍事政権を打倒。
- 1989年 - 天安門事件: 民主化要求運動で最大１００万人が集結していた天安門広場に、デモ鎮圧のため中国人民解放軍が出動。6月3日夜から4日未明にかけて無差別に発砲してデモを鎮圧した[5]。中国当局の発表では死者は319人とされているが、英外交文書では死者「1万人以上」と推計されるなど、真相は明らかになっていない[6]。
- 1989年 - 戦後初のポーランド議会の部分自由選挙の第1回投票が行われ、ポーランド統一労働者党（PZPR）をはじめとする与党系の政党が、両院で圧勝した。
- 1989年 - アリー・ハーメネイーがイランの最高指導者に就任。
- 1989年 - JR北海道池北線が第三セクター北海道ちほく高原鉄道ふるさと銀河線に転換、営業開始。
- 1989年 - ソ連・ウラル地方で天然ガスのパイプラインから漏れたガスが大爆発し、通りかかった列車2本が吹き飛ばされて607人が死亡する。 (ウファ鉄道事故)
- 1996年 - 6か国による環太平洋合同演習中に、海上自衛隊の護衛艦「ゆうぎり」の撃った20mm機関砲が米空母「インディペンデンス」の艦載機A-6艦上攻撃機に誤って命中。艦載機は海中へ墜落した。
- 1996年 - アリアンスペースのロケット「アリアン5」の初打ち上げが行われるが、コンピュータプログラムの異常により打ち上げ直後に爆発。
- 1999年 - 短編映画祭の「ショートショートフィルムフェスティバル」が東京・表参道で初めて開催された。
- 2001年 - ネパール王族殺害事件: ディペンドラが死亡し、ギャネンドラがネパール国王に即位。
- 2002年 - サッカー日本代表が、埼玉スタジアム2002で行われた2002 FIFAワールドカップ対ベルギー戦で2-2で引き分け、日本代表としてワールドカップ史上初の勝点を挙げる。
- 2004年 - キルドーザー事件。コロラド州グランビーで装甲化されたブルドーザーによる破壊行為が行われる。
- 2004年 - 巨人の清原和博が2000本安打を達成。
- 2006年 - NTT中継回線が光ファイバー伝送のデジタル回線に移行し、1960年代にかけて全国に拡大したマイクロ波を用いた中継回線は52年間続いた役目を終える。
- 2008年 - 婚外子国籍訴訟の最高裁判所大法廷判決で違憲との判断が下る。
- 2009年 - 静岡空港が開港。
- 2009年 - 「足利事件」で無期刑確定で収監されていた男性に対し、東京高等検察庁が刑の執行停止を指示、釈放される。
- 2010年 - 2010年6月民主党代表選挙が行われ、新代表に菅直人を選出。同日の国会での首班指名で第94代内閣総理大臣に菅が指名される。就任は6月8日。
- 2011年 - JR東日本が動態復元した蒸気機関車C61形20号機が復活し、営業運転開始。
- 2013年 - 埼玉スタジアムでブラジルワールドカップアジア最終予選日本対オーストラリアが行われ、1-1の引き分けに終わり、日本がホームで初めてFIFAワールドカップの出場権を獲得。試合後、渋谷スクランブル交差点で、通称「DJポリス」の話術による誘導が混乱を収めたことで話題になる。
- 2016年 - 2.5次元アイドル「すとぷり」が結成
- 2020年 - 宝塚ボーガン殺傷事件が起こる。

## 誕生日

### 人物

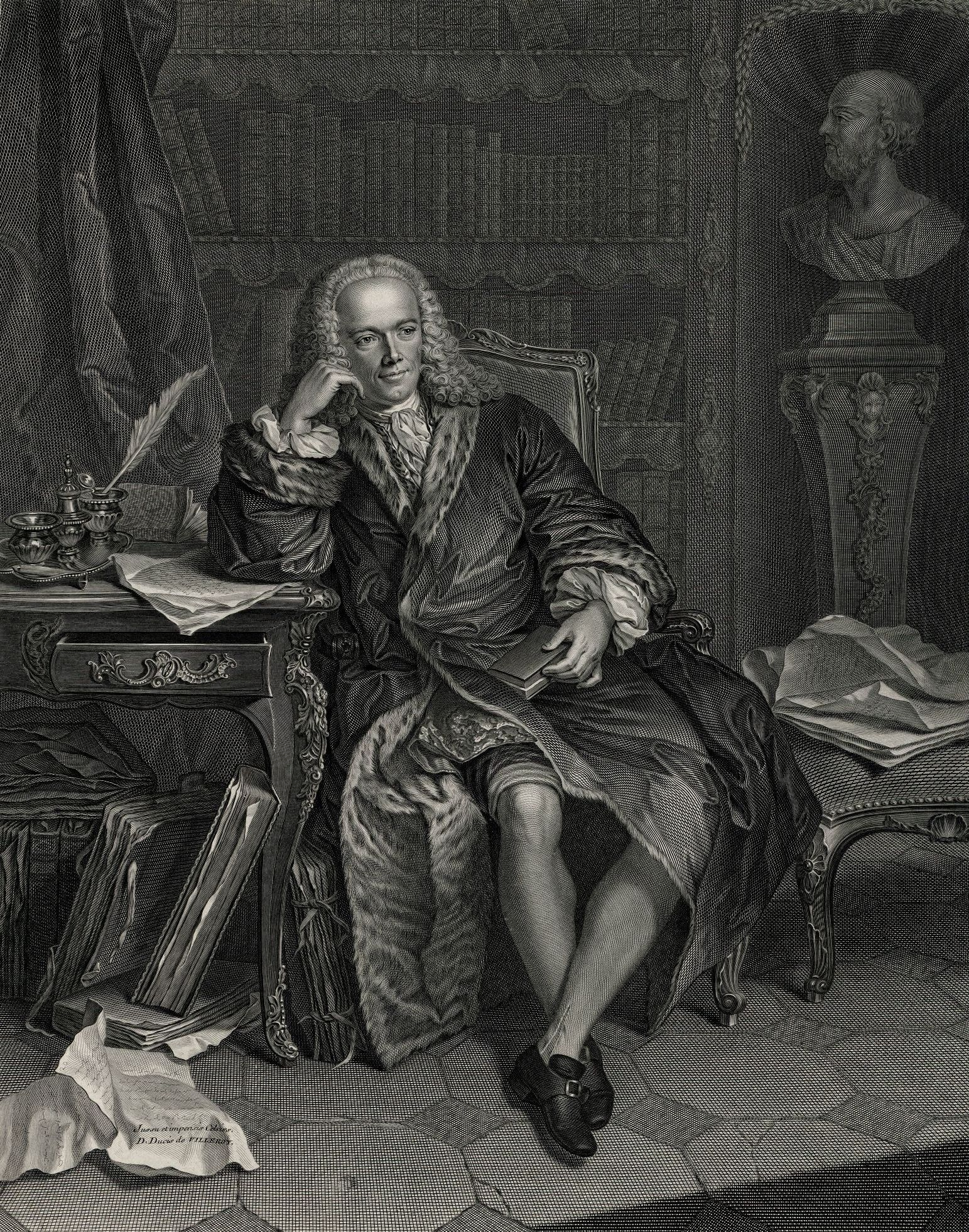
重農主義の祖、経済学者フランソワ・ケネー(1694-1774)誕生。

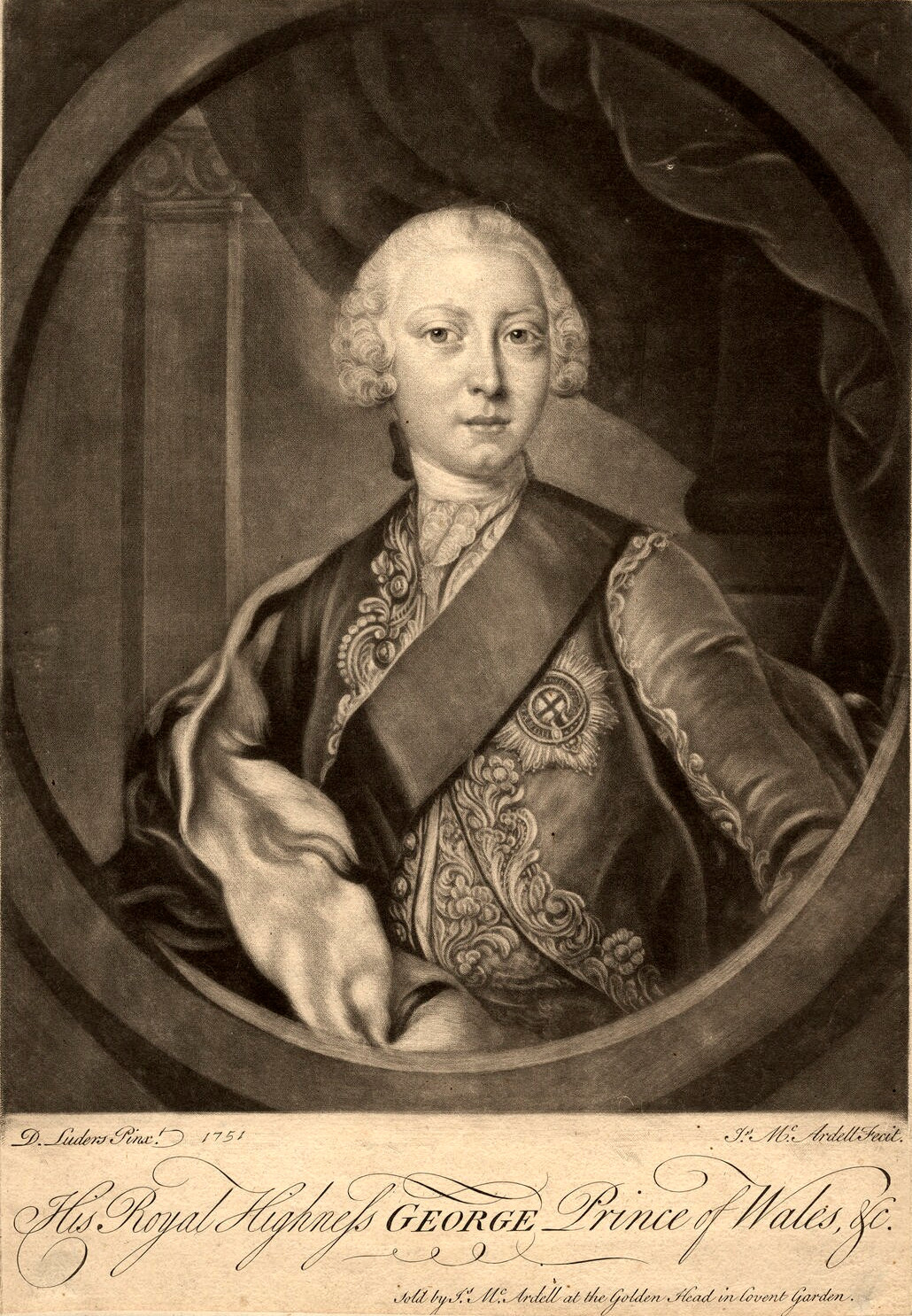
イギリス王ジョージ3世(1738-1820)誕生。アメリカ独立戦争を招いた。

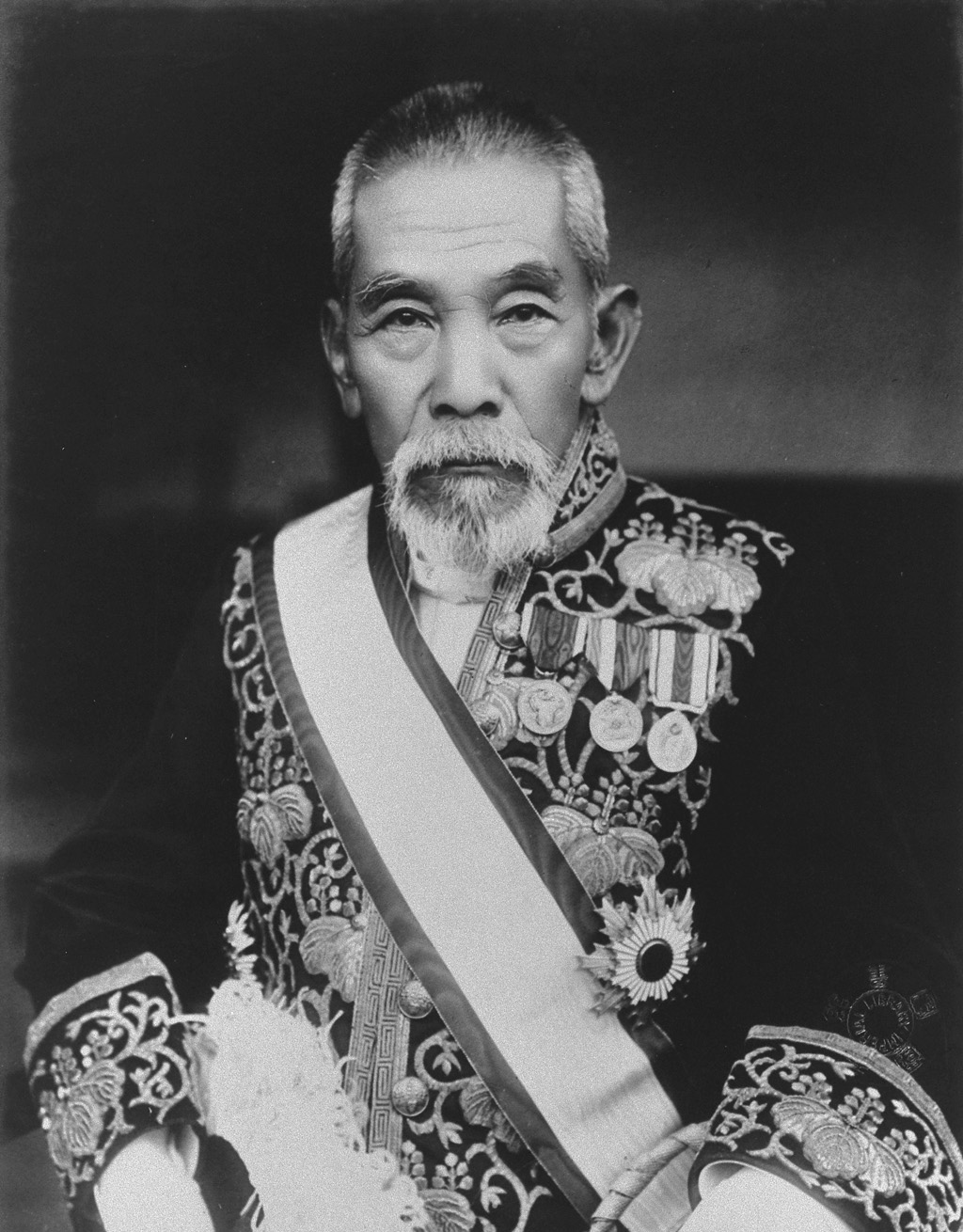
日本国第29代内閣総理大臣、犬養毅(1855-1932)誕生。

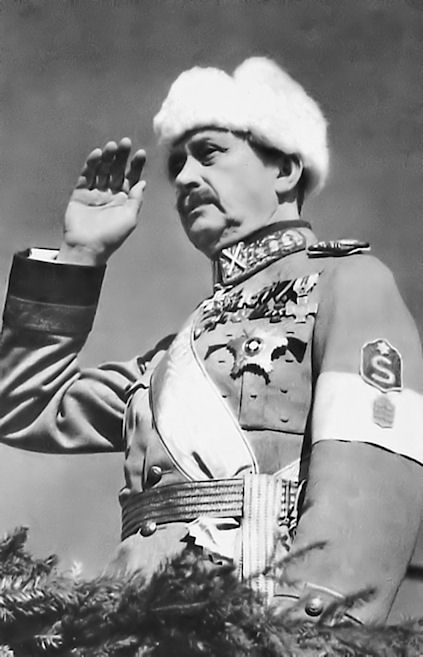
フィンランドの元帥・大統領、カール・グスタフ・エミール・マンネルヘイム(1867-1951)誕生。

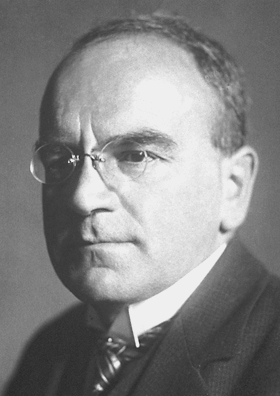
胆汁酸を研究した化学者ハインリッヒ・ヴィーラント(1877-1957)誕生。

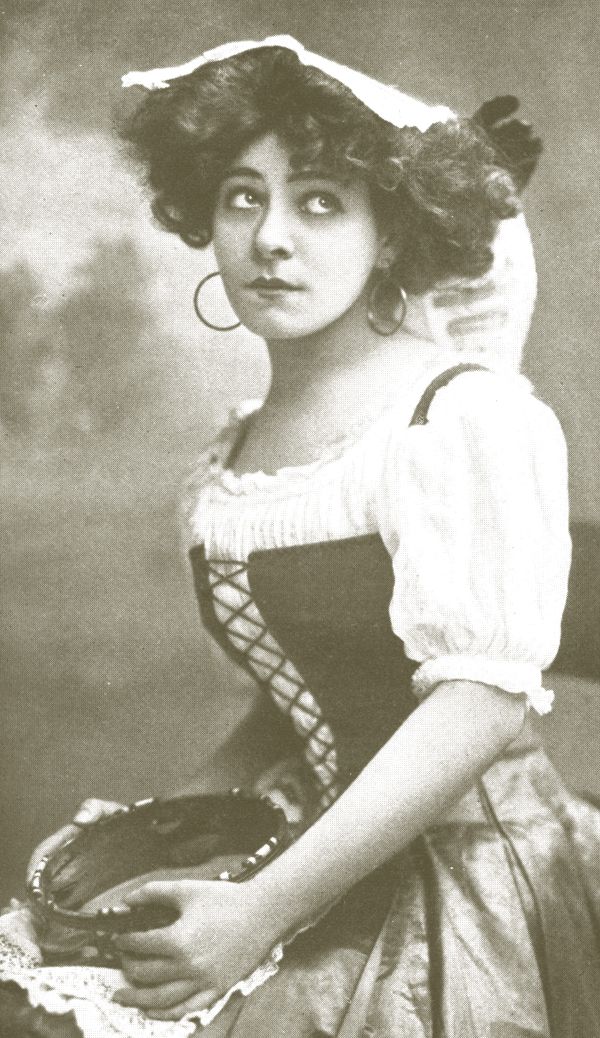
女優アラ・ナジモヴァ(1879-1945)誕生。画像は『人形の家』のノラを演じるアラ。

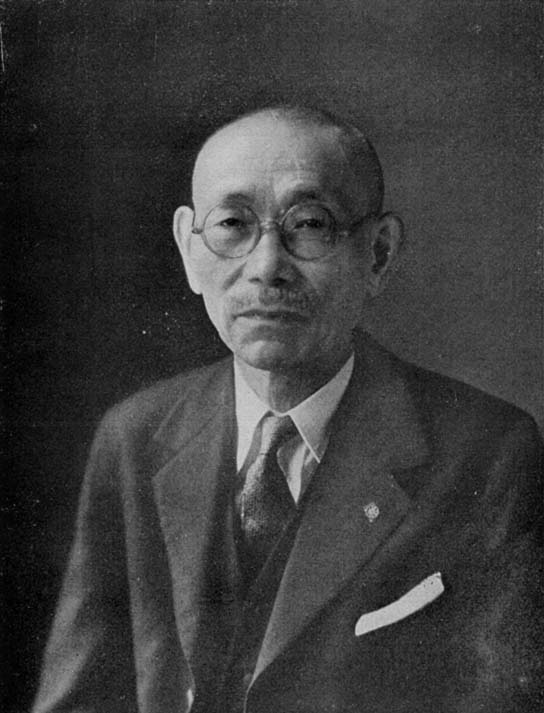
漢学者諸橋轍次(1883-1982)誕生。『大漢和辞典』、『広漢和辞典』（各・大修館書店刊）の編者代表を務めた。

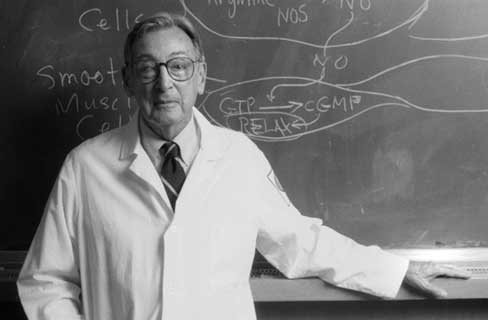
情報伝達物質としての一酸化窒素を発見した生化学者ロバート・ファーチゴット(1916-2009)誕生。

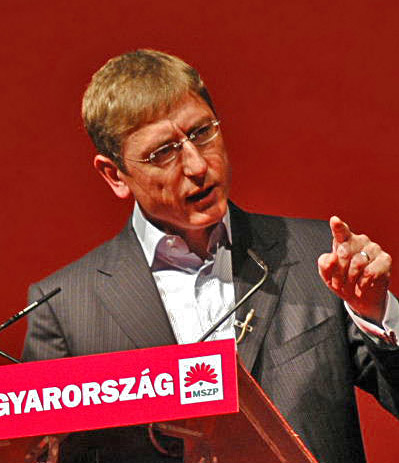
ハンガリーの政治家ジュルチャーニ・フェレンツ(1961-)誕生。

- 1394年 - フィリッパ・オブ・イングランド、デンマーク・スウェーデン・ノルウェー王エーリク・ア・ポンメルンの王妃（+ 1430年）
- 1489年 - アントワーヌ、ロレーヌ（ロートリンゲン）公（在位：1508年 - 1544年）（+ 1544年）
- 1511年 - オノラ2世・ド・サヴォワ、ヴァロワ朝時代フランスの廷臣・軍人（+ 1580年）
- 1575年 - 光海君、李氏朝鮮の第15代国王（在位：1608年 - 1623年）（+ 1641年）
- 1604年 - クラウディア・デ・メディチ、オーストリア大公レオポルト5世（神聖ローマ皇帝フェルディナント2世の弟）の妃）（+ 1648年）
- 1615年 - ガスパール・デュゲ、画家）（+ 1675年）
- 1673年（寛文13年4月19日） - 森衆利、第5代津山藩主（+ 1705年）
- 1694年 - フランソワ・ケネー、経済学者、医師（+ 1774年）
- 1704年 - ベンジャミン・ハンツマン、発明家（+ 1776年）
- 1710年（宝永7年5月8日） - 松浦有信、第7代平戸藩主（+ 1728年）
- 1738年 - ジョージ3世、イギリス王（+ 1820年）
- 1754年 - フランツ・フォン・ツァハ、天文学者（+ 1832年）
- 1772年（明和9年5月4日） - 阿部正簡、第5代佐貫藩主（+ 1825年）
- 1778年（安永5年4月27日） - 松平勝升、第5代多古藩主（+ 1818年）
- 1783年（天明3年5月5日） - 柴田鳩翁、町人、心理学者（+ 1839年）
- 1785年（天明5年4月27日） - 永井直与、第10代高槻藩主（+ 1846年）
- 1794年 - ジャチント・プロヴァナ、政治家、軍人、愛国者、科学者（+ 1856年）
- 1794年 - ムツィオ・トマシーニ、植物学者、政治家（+ 1879年）
- 1801年 - ミハイル・パヴロヴィチ・ベストゥージェフ＝リューミン、軍人、革命家（+ 1826年）
- 1809年 - ベンジャミン・スタントン、第6代オハイオ州副知事（+ 1872年）
- 1809年 - コロンバス・デラノ、第11代アメリカ合衆国内務長官（+ 1896年）
- 1809年 - カール・ダーフィット・ブーシェ、園芸家（+ 1881年）
- 1811年（文化7年4月14日） - 谷衛昉、第11代山家藩主（+ 1884年）
- 1829年（文政12年5月3日） - 陣幕久五郎、大相撲第12代横綱（+ 1903年）
- 1834年 - パウル・フリードリヒ・アウグスト・アシェルソン、植物学者、歴史学者、民族誌学者、言語学者（+ 1913年）
- 1836年 - ヴワディスワフ・タルノフスキ、ピアニスト・作曲家・詩人（+ 1878年）
- 1841年 - カール・ビンディング、法学者（+ 1920年）
- 1850年（嘉永3年4月24日） - 森忠儀、第12代赤穂藩主・子爵（+ 1885年）
- 1855年（安政2年4月20日） - 犬養毅、政治家、第29代内閣総理大臣（+ 1932年）
- 1855年（安政2年4月20日） - 久松勝慈、第12代多古藩主・子爵（+ 1904年）
- 1856年 - フリードリヒ・フォン・エスターライヒ＝テシェン、大公（Erzherzog）位を有するハプスブルク家の成員で、オーストリア＝ハンガリー帝国の軍人（+ 1936年）
- 1865年 - ローベル・イポリット・ショーダ、植物学者、藻類学者（+ 1934年）
- 1867年 - カール・グスタフ・エミール・マンネルヘイム、軍人、政治家（+ 1951年）
- 1874年 - マックス・ドヴォルシャック、美術史家（+ 1921年）
- 1877年 - ハインリッヒ・ヴィーラント、化学者（+ 1957年）
- 1879年（ユリウス暦5月22日） - アラ・ナジモヴァ、女優、映画プロデューサー（+ 1945年）
- 1882年 - エルヴィン・レンドヴァイ、作曲家・合唱指揮者（+ 1949年）
- 1882年 - カール・ヴァレンティン、コメディアン、大衆歌手、作家、映画製作者（+ 1948年）
- 1883年 - 諸橋轍次、漢学者、東京文理科大学名誉教授、元都留短期大学学長、都留文科大学初代学長（+ 1982年）
- 1884年 - クリシュナ・ラージャ4世、南インドのカルナータカ地方、マイソール藩王国君主（+ 1940年）
- 1889年 - ベノー・グーテンベルグ、地震学者（+ 1960年）
- 1892年 - モイセイ・ギンズブルグ、建築家（+ 1946年）
- 1893年 - 宮前進、実業家、政治家（+ 1972年）
- 1893年 - アルマンド・カリネスク、経済学者、政治家（+ 1939年）
- 1895年 - アルフレッド・コント、スイスの航空の先駆者（+ 1965年）
- 1895年 - ディーノ・グランディ、政治家、貴族（モルダーノ伯爵）（+ 1988年）
- 1898年 - ハリー・クロスビー、詩人（+ 1929年）
- 1899年 - 田中三郎、出版人、キネマ旬報創立者（+ 1965年）
- 1903年 - エフゲニー・ムラヴィンスキー、 指揮者 (+ 1988年)
- 1904年 - 末広恭雄、水産学者、随筆家（+ 1988年）
- 1904年 - アルヴァ・ベッシー、 脚本家、小説家、ジャーナリスト（+ 1985年）
- 1904年 - ジョルジュ・カンギレム、哲学者・科学哲学者（+ 1995年）
- 1907年 - ロザリンド・ラッセル、女優（+ 1976年）
- 1907年 - ジャック・ルーマン、作家、政治活動家（+ 1944年）
- 1908年 - 高橋正武、スペイン文学者、翻訳家（+ 1984年）
- 1908年 - ゲリ・ラウバル、アドルフ・ヒトラーの異母姉アンゲラ・ヒトラー（英語版）の娘（+ 1931年）
- 1909年 - エイノ・アンテロ・ルーッカネン、空軍軍人、エース・パイロット（+ 1964年）
- 1910年 - クリストファー・コッカレル、技術者（+ 1999年）
- 1910年 - ロバート・バーナード・アンダーソン、政治家、官僚、実業家（+ 1989年）
- 1911年 - 島岡吉郎、野球監督（+ 1989年）
- 1911年 - ミロヴァン・ジラス、政治家、理論家（+ 1995年）
- 1912年 - 森本薫、劇作家（+ 1946年）
- 1915年 - モディボ・ケイタ、政治家（+ 1977年）
- 1916年 - ロバート・ファーチゴット、薬理学者（+ 2009年）
- 1917年 - ロバート・メリル、バリトン歌手（+ 2004年）
- 1917年 - 鈴木秀雄、大蔵官僚（+ 2015年）
- 1918年 - 田川誠一、政治家（+ 2009年）
- 1919年 - 山根実、元プロ野球選手（+ 1965年）
- 1921年 - ボビー・ヴァンツァー、元バスケットボール選手（+ 2016年）
- 1923年 - 崇仁親王妃百合子、皇族（+ 2024年）
- 1923年 - 大山倍達、空手家（+ 1994年）
- 1924年 - デニス・ウィーバー、俳優（+ 2006年）
- 1925年 - アントニオ・プチャデス、サッカー選手（+ 2013年）
- 1926年 - 大野公男、化学者、北海道大学名誉教授、北海道情報大学名誉学長（+ 2017年）
- 1926年 - ジュディス・マリナ、女優（+ 2015年）
- 1926年 - ロバート・アール・ヒューズ、486キロで、記録上、存命中もっとも重い人間（+ 1958年）
- 1927年 - 室木洋一、武道家、教育者（+ 2003年）
- 1929年 - 中村富十郎 (5代目)、歌舞伎役者（+ 2011年）
- 1929年 - カロロス・パプーリアス、政治家（+ 2021年）
- 1930年 - 寺島尚彦、作詞家、作曲家（+ 2004年）
- 1930年 - 降旗節雄、経済学者（+ 2009年）
- 1930年 - ビクトル・チーホノフ、アイスホッケー指導者
- 1932年 - ジョン・ドリュー・バリモア、俳優（+ 2004年）
- 1932年 - オリヴァー・ネルソン、ジャズ・サクソフォーン奏者、クラリネット奏者、編曲家、作曲家兼バンド・リーダー（+ 1975年）
- 1934年 - ニコラ・コヴァチェフ、サッカー選手（+ 2009年）
- 1936年 - ブルース・ダーン、俳優
- 1936年 - 高橋栄一郎、元プロ野球選手（+ 2007年）
- 1936年 - オレグ・フェドセーエフ、元陸上競技選手（+ 2001年）
- 1937年 - ゴリラ・モンスーン、プロレスラー（+ 1999年）
- 1937年 - 橋詰文男、元プロ野球選手（+ 1983年）
- 1939年 - 西川右近、舞踊家、日本舞踊西川流三世家元（+ 2020年）
- 1940年 - 黒沼ユリ子、ヴァイオリニスト
- 1941年 - 日色ともゑ、女優
- 1941年 - 三宅博、元プロ野球選手
- 1941年 - シェイラ・フィッツパトリック、歴史学者
- 1941年 - 石戸四六、元プロ野球選手（+ 1980年）
- 1942年 - 金昌国、フルート奏者、指揮者、東京芸術大学名誉教授
- 1943年 - 押田令三、元プロ野球選手
- 1943年 - サンドラ・ヘイニー、元プロゴルファー
- 1943年 - 梓みちよ、歌手、女優（+ 2020年）
- 1944年 - ミシェル・フィリップス、歌手、ソングライター、女優
- 1946年 - 設楽幸嗣、作曲家、編曲家、音楽プロデューサー、元子役
- 1946年 - 鮑国安、俳優
- 1947年 - 四代目今藤長十郎、三味線奏者
- 1948年 - 川端槇二、俳優、演出家
- 1948年 - ユルゲン・シュパールヴァッサー、元サッカー選手、指導者
- 1948年 - サンドラ・ポスト、元プロゴルファー
- 1950年 - 青柳いづみこ、ピアニスト、エッセイスト
- 1950年 - 上原敏夫、法学者、弁護士
- 1950年 - 庄司陽子、漫画家
- 1951年 - 松寺千恵美、女優
- 1951年 - 上田雄三、キュレーター
- 1951年 - ブロニスワフ・マリノフスキ、元陸上競技選手（+ 1981年）
- 1952年 - 青木達也、実業家
- 1952年 - 四宮啓、弁護士、國學院大學名誉教授
- 1952年 - 長松純明、元プロ野球選手
- 1952年 - ブロニスワフ・コモロフスキ、政治家
- 1952年 - 江木俊夫、歌手、タレント（元フォーリーブス）
- 1953年 - 小嶋進、実業家、ヒューザー創業者
- 1953年 - 渡辺三男、元サッカー選手
- 1953年 - リンダ・リングル、政治家
- 1953年 - ジミー・マカロック、ミュージシャン（+ 1979年）
- 1954年 - 山路和弘、俳優、声優
- 1954年 - 楠山俊介、政治家、歯科医師
- 1954年 - 木内鶴彦、コメットハンター（+ 2024年）
- 1955年 - ヴァル・マクダーミド、女性推理作家
- 1956年 - キース・デイヴィッド、俳優、声優
- 1956年 - テリー・ケネディ、元プロ野球選手
- 1957年 - トニー・ペーニャ、元プロ野球選手
- 1958年 - 降矢由美子、女優
- 1958年 - 神谷学、政治家
- 1958年 - 神田裕、政治家
- 1958年 - 佐久間重光、元競輪選手
- 1959年 - 久我朋乃、女優
- 1959年 - アニル・アンバニ、実業家
- 1960年 - 野瀬豊、政治家、福井県大飯郡高浜町長（+ 2025年）
- 1960年 - 東長靖、イスラム学者
- 1961年 - 山本剛士、アナウンサー
- 1961年 - ジュルチャーニ・フェレンツ、政治家
- 1962年 - ゼノン・ヤスクワ、自転車選手
- 1962年 - リンゼイ・フロスト、女優
- 1963年 - 樋口潮、テレビプロデューサー
- 1963年 - 佐佐木あつし、漫画家
- 1963年 - 宮戸優光、元プロレスラー
- 1963年 - ショーン・フィッツパトリック、ラグビー選手
- 1963年 - 山名規雄、財務官僚
- 1963年 - ゼイビア・マクダニエル、元プロバスケットボール選手
- 1964年 - アントニオ・パチェコ、元野球選手
- 1964年 - 森健、農林水産官僚
- 1964年 - ショーン・パートウィー、俳優、声優
- 1964年 - 山村浩二、アニメーション作家、絵本作家、イラストレーター、作詞家
- 1965年 - 新井薫子、元歌手、イラストレーター
- 1965年 - マイケル・ドゥーハン、オートバイレーサー
- 1965年 - アンドレア・イエガー、元プロテニス選手
- 1966年 - 川嶋伸次、元陸上競技選手、指導者
- 1966年 - チェチーリア・バルトリ、メゾソプラノ歌手
- 1966年 - ウラジーミル・ヴォエヴォドスキー、数学者（+ 2017年）
- 1967年 - 中野裕斗、俳優、声優
- 1967年 - 大久保勝也、元プロ野球選手
- 1967年 - マリー・ンディアイ、小説家、劇作家
- 1967年 - スコット・サーバイス、元プロ野球選手
- 1968年 - 石田千、エッセイスト、小説家
- 1968年 - AL B.シュア!、アフロアメリカン・ブラック・コンテンポラリー歌手
- 1968年 - スコット・ウルフ、俳優
- 1969年 - 作山和英、元プロ野球選手
- 1969年 - ロベルト・ペレス 、元プロ野球選手
- 1970年 - 中原昌也、ミュージシャン、作家
- 1970年 - 後藤隆之、元野球選手
- 1970年 - 榊英雄、俳優、映画監督
- 1970年 - デボラ・コンパニョーニ、アルペンスキー選手
- 1970年 - リッチー・ホゥティン、テクノミュージシャン、DJ
- 1970年 - イザベラ・スコルプコ、女優
- 1971年 - SUEMITSU & THE SUEMITH、シンガーソングライター
- 1971年 - ノア・ワイリー、俳優
- 1971年 - ジョゼフ・カビラ、軍人、政治家
- 1971年 - マイク・リ、政治家、弁護士
- 1971年 - 目黒将司、サウンドクリエイター
- 1971年 - ノア・ワイリー、俳優
- 1971年 - 牧原秀樹、政治家
- 1972年 - 山田かがり、元バスケットボール選手
- 1972年 - 山本智美、歌手
- 1973年 - 竹内朋康、ギタリスト
- 1973年 - GWINKO、歌手
- 1973年 - 平川大輔、声優
- 1973年 - 石本豊、元プロ野球選手
- 1973年 - デビッド・ランドクィスト、プロ野球選手
- 1973年 - マイキー・ウィップレック、プロレスラー
- 1974年 - 和泉元彌、狂言師
- 1974年 - ヤネッテ・フサロバ、プロテニス選手
- 1974年 - ダリン・アースタッド、元プロ野球選手
- 1975年 - アンジェリーナ・ジョリー、女優
- 1975年 - 茂山宗彦、狂言師
- 1975年 - 岩本公水、演歌歌手
- 1975年 - 石川貴之（dj TAKA）、ゲームクリエイター
- 1975年 - ラッセル・ブランド、コメディアン、俳優、司会者
- 1976年 - 中村英児、俳優、映画監督
- 1976年 - 林昌勇、元プロ野球選手
- 1976年 - 納見佳容、元女優、元プロレスラー
- 1976年 - アレクセイ・ナワリヌイ、弁護士、政治活動家、ロシア民族主義者
- 1976年 - ネナド・ジモニッチ、プロテニス選手
- 1977年 - 西又葵、イラストレーター
- 1977年 - ゴーソン・サティタマジット、外交官
- 1977年 - アレクサンダー・マンニンガー、元サッカー選手
- 1978年 - 小林宏之、元プロ野球選手
- 1978年 - 竹部さゆり、将棋棋士
- 1978年 - グローバー義和、ミュージシャン（Jackson vibe、SKA SKA CLUB）
- 1979年 - 上野哲也、俳優
- 1979年 - 高原直泰、コーヒー農家、元サッカー選手
- 1979年 - 柳田真孝、レーシングドライバー
- 1979年 - ダン・ヴィッカーマン、元ラグビーユニオン選手（+ 2017年）
- 1980年 - 旭堂南龍、講談師
- 1980年 - 秋山純、元俳優
- 1981年 - クリストフ・スミヨン、騎手
- 1981年 - シャンティ・スナイダー（SHANTI）、歌手
- 1981年 - 真山祐一、政治家
- 1981年 - T・J・ミラー、俳優、コメディアン
- 1981年 - ゲオルギオス・セイタリディス、サッカー選手
- 1982年 - アントン・スミルノフ、フィギュアスケート選手
- 1982年 - アベル・キルイ、陸上競技選手
- 1983年 - エマニュエル・エブエ、サッカー選手
- 1983年 - オリガ・サラドゥハ、陸上選手
- 1983年 - 神田伯山（6代目）、講談師
- 1983年 - ロマリッチ、元サッカー選手
- 1984年 - 半田健人、俳優
- 1984年 - 佐々木麻衣、女優
- 1984年 - 伊藤博樹、芸人
- 1984年 - 希帆ノ海勇樹、元大相撲力士
- 1984年 - 平林輝良寛、元サッカー選手
- 1984年 - プリヤーマニ、女優
- 1984年 - レイニー・ヤン、歌手
- 1984年 - アンリ・ベディモ、元サッカー選手
- 1985年 - 鈴木拡樹、俳優
- 1985年 - 鈴田林沙、女優、アイドル
- 1985年 - 浅利遼太、声優
- 1985年 - 富貴晴美、作曲家
- 1985年 - デカキン、YouTuber、元お笑いタレント
- 1985年 - 平野貴志、野球選手
- 1985年 - 加藤幹典、元プロ野球選手
- 1985年 - バー・ラファエリ、ファッションモデル
- 1985年 - エヴァン・ライサチェク、フィギュアスケート選手
- 1985年 - アンナ＝レナ・グローネフェルト、テニス選手
- 1985年 - ルーカス・ポドルスキ、元サッカー選手
- 1985年 - アナ・カロリナ・レストン、ファッションモデル（+ 2006年）
- 1986年 - 西山由樹、元バレーボール選手
- 1986年 - 本橋大輔、声優
- 1986年 - ユチョン、歌手、俳優（元東方神起、元JYJ）
- 1987年 - SunMin、歌手
- 1987年 - 田中秀和、作曲家
- 1987年 - 中村祐輝、元サッカー選手
- 1987年 - 于海、元サッカー選手
- 1988年 - 永木亮太、サッカー選手
- 1988年 - 三上正貴、ラグビー選手
- 1988年 - 伊集院峰弘、元プロ野球選手
- 1989年 - 高橋生、アナウンサー
- 1989年 - ホセ・フローレス、プロ野球選手
- 1989年 - 畢贛、映画監督
- 1990年 - 吉澤嘉代子、シンガーソングライター
- 1990年 - ファーストサマーウイカ、タレント、アイドル（元BILLIE IDOLⓇ）
- 1990年 - Men's石橋、お笑い芸人
- 1990年 - 阪野豊史、サッカー選手
- 1990年 - 加藤リナ、元AV女優
- 1990年 - ジェツン・ペマ・ワンチュク、ブータン王国王妃
- 1990年 - エステベンソン・エンカーナシオン、野球選手
- 1990年 - グレッグ・モンロー、バスケットボール選手
- 1990年 - エヴァン・シュピーゲル、実業家
- 1991年 - 嶺井博希、プロ野球選手
- 1991年 - ロレンツォ・インシーニェ、サッカー選手
- 1991年 - ベン・ストークス、プロクリケット選手
- 1991年 - ラジーヴ・ファン・ラ・パラ、サッカー選手
- 1992年 - 太郎、お笑い芸人、YouTuber
- 1992年 - 安藤輪子、女優
- 1992年 - ジョーダン・ハギル、プロサッカー選手
- 1992年 - フアン・マヌエル・イトゥルベ、サッカー選手
- 1992年 - アーロン・ノラ、プロ野球選手
- 1993年 - 下地紫野、声優
- 1993年 - 宇佐見真吾、プロ野球選手
- 1994年 - 岸野里香、YouTuber、歌手（元NMB48、元Over The Top）
- 1994年 - 小林千晃、声優
- 1994年 - 安芸銀治、サッカー選手
- 1995年 - 玉井詩織、アイドル、歌手、タレント（ももいろクローバーZ）
- 1996年 - 立田将太、元プロ野球選手
- 1996年 - オリヴァー・マクバーニー、プロサッカー選手
- 1996年 - 喜屋武和輝、声優
- 1997年 - 中西香菜、歌手、元アイドル（元アンジュルム）
- 1997年 - 木村穂乃、NHKアナウンサー
- 1997年 - 里歩、プロレスラー
- 1998年 - 織田奈那、タレント、元アイドル（元欅坂46）
- 1998年 - 吉井裕鷹、バスケットボール選手
- 1998年 - ラッキー・ブルー・スミス、ファッションモデル
- 1999年 - 筒井梨香、サッカー選手
- 1999年 - 宮本駿晃、サッカー選手
- 1999年 - キム・ソヒョン、元子役、女優
- 1999年 - 水野亜美、声優
- 2000年 - 前田純、プロ野球選手
- 2001年 - 久保建英、サッカー選手
- 2001年 - 中島大輔、プロ野球選手
- 2002年 - 小高佐季子、将棋棋士
- 2003年 - 小笠原叶恵、アイドル（絶対直球女子!プレイボールズ）
- 2004年 - マッケンジー・ジーグラー、ダンサー、歌手、女優、モデル
- 2005年 - 吉田恵芽、モデル、アイドル（Shibu3 project）
- 2009年 - 中野遥斗、子役
- 2021年 - リリベット・マウントバッテン＝ウィンザー、イギリスの王族
- 生年不詳 - 後藤啓介、声優
- 生年不詳 - 辻坂茜、声優
- 生年不詳 - 鳴海まい、声優
- 生年不詳 - 八島さらら、声優
- 生年不詳 - 有葉、漫画家、イラストレーター
- 生年不詳 - きらら萌、漫画家
- 生年不詳 - 高橋功一郎、漫画家
- 生年不詳 - 堂本裕貴、漫画家、イラストレーター
- 生年不詳 - 島田奈央子、アナウンサー

### 人物以外（動物など）
- 1999年 - ノーリーズン、競走馬（+ 2024年）

## 忌日

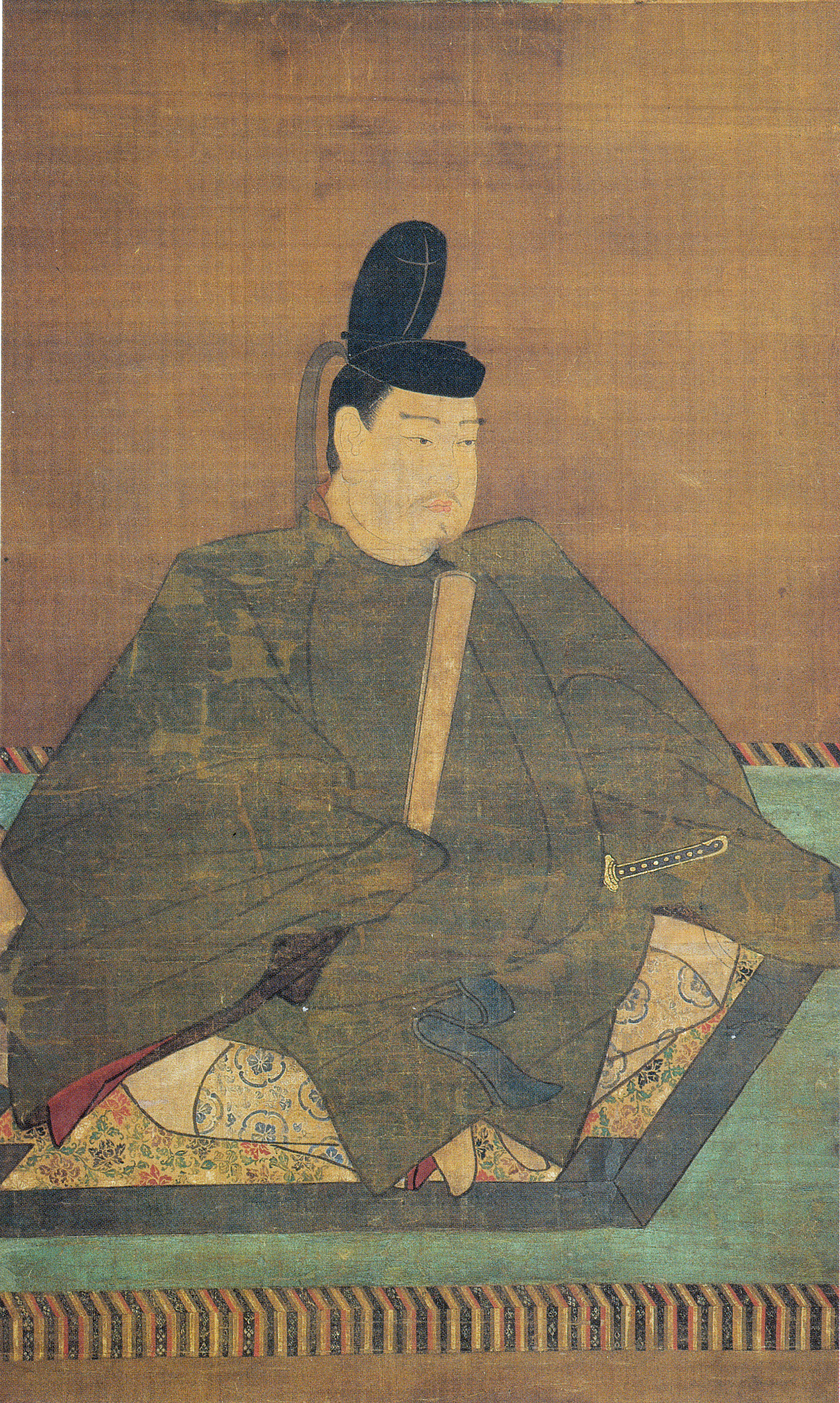
第45代天皇聖武天皇(701-756)崩御。

芸術家でもあった北宋の皇帝徽宗(1082-1135)、連行先の金で没。画像は『桃鳩図』

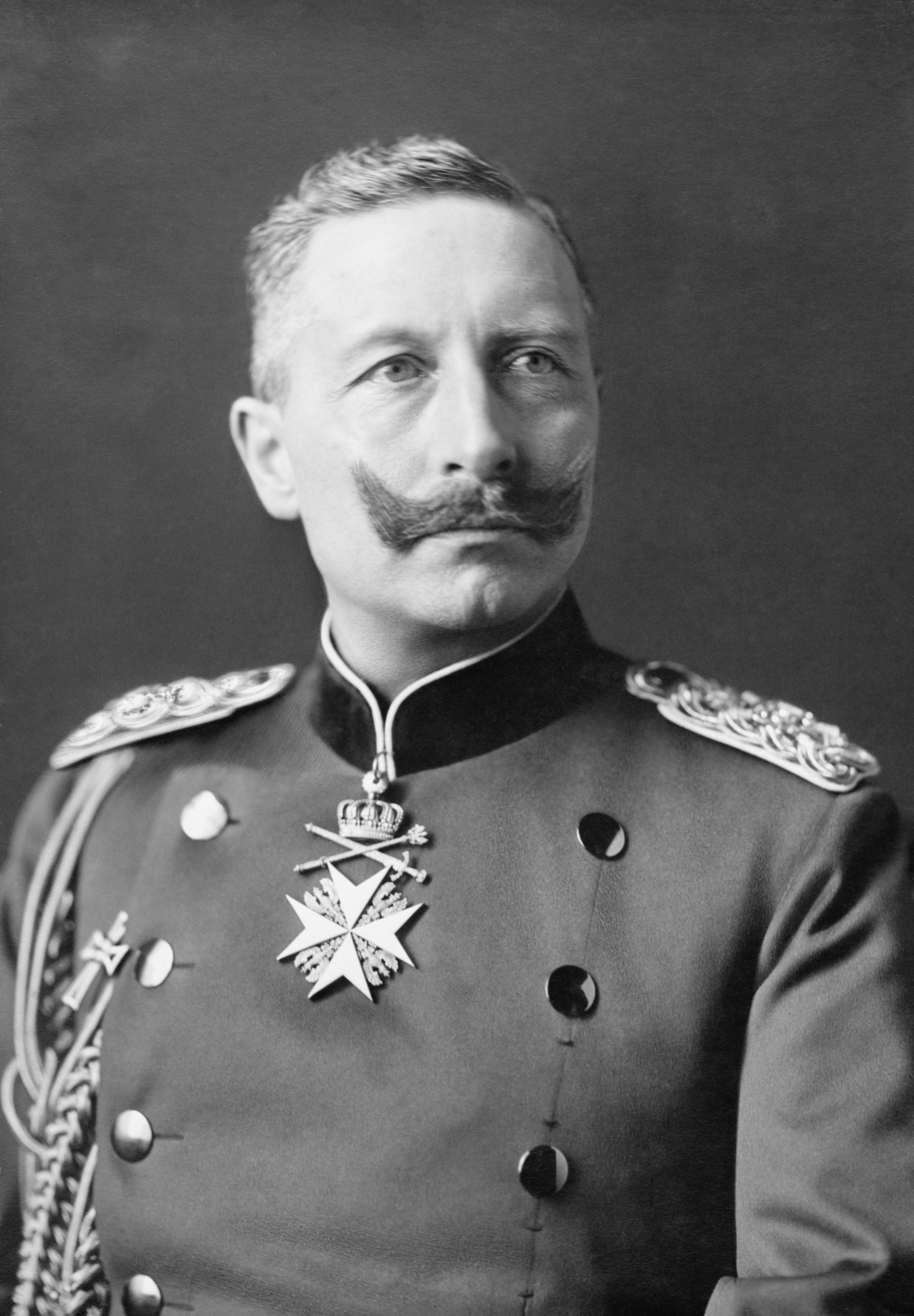
ドイツ皇帝ヴィルヘルム2世(1859-1941)没。

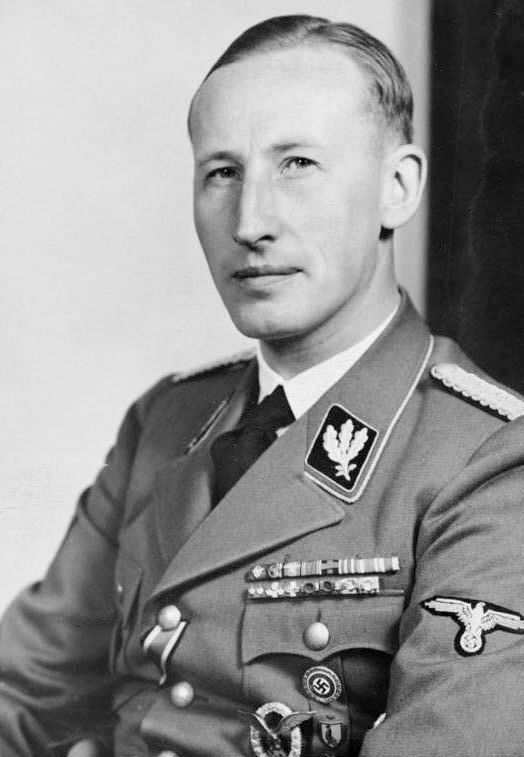
ナチス・ドイツの国家保安本部長官、ラインハルト・ハイドリヒ(1904-1942)暗殺。

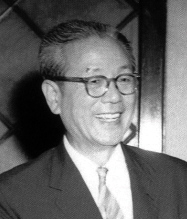
大韓民国国務総理張勉(1899-1966)没。

### 人物
- 756年（天平勝宝8歳5月2日） - 聖武天皇、第45代天皇（* 701年）
- 1039年 - コンラート2世、神聖ローマ皇帝（* 990年?）
- 1094年 - サンチョ1世、アラゴン王（* 1042年頃）
- 1102年 - ヴワディスワフ1世ヘルマン、ポーランド公（* 1043年）
- 1134年 - マグヌス1世、エストリズセン家の初代スウェーデン王（在位:1125年 - 1130年）（* 1106年）
- 1135年（紹興5年4月21日） - 徽宗、北宋第8代皇帝（* 1082年）
- 1206年 - アデル・ド・シャンパーニュ、フランス王ルイ7世の3番目の王妃（* 1140年頃）
- 1394年 - メアリー・ド・ブーン、イングランド王ヘンリー4世の最初の妻で、ヘンリー5世の母（* 1368年頃）
- 1571年（元亀2年5月12日） - 氏家直元、武将（* 1512年?）
- 1585年 - ムレトゥス（英語版）、人文主義者（* 1526年）
- 1615年（元和元年5月8日） - 豊臣秀頼、武将（* 1593年）
- 1615年（元和元年5月8日） - 淀殿、豊臣秀吉の側室（* 1569年?）
- 1615年（元和元年5月8日） - 安井道頓、道頓堀の開鑿者（* 1533年）
- 1615年（元和元年5月8日） - 氏家行広、武将（* 1546年）
- 1615年（元和元年5月8日） - 大野治長、武将（* 1569年）
- 1615年（元和元年5月8日） - 毛利勝永、武将（* 1577年）
- 1615年（元和元年5月8日） - 真田幸昌、武将（* 1601年）
- 1661年（寛文元年5月8日） - 五郎八姫、松平忠輝の正室、伊達政宗の娘（* 1594年）
- 1674年 - ヤン・リーフェンス、画家（* 1607年）
- 1680年（延宝8年5月8日） - 徳川家綱、江戸幕府第4代将軍（* 1641年）
- 1689年（元禄2年4月17日） - 毛利綱広、第3代長州藩主（* 1639年）
- 1746年（貞享3年4月16日） - 松平乗邑、江戸幕府老中、佐倉藩主（* 1686年）
- 1769年 - アントニオ・ガイ（英語版）、彫刻家（* 1769年）
- 1792年 - ヤーコプ・ミヒャエル・ラインホルト・レンツ、詩人、劇作家（* 1751年）
- 1798年 - ジャコモ・カサノヴァ、術策家、作家（* 1725年）
- 1801年 - ジョセフ・パトラ（英語版）、俳優、劇作家（* 1733年）
- 1801年 - フレデリック・ミューレンバーグ、牧師（* 1750年）
- 1809年 - ニコライ・アビルゴール、画家、彫刻家、建築家（* 1743年）
- 1830年 - アントニオ・ホセ・デ・スクレ、ボリビア独立の父（* 1795年）
- 1843年 - イッポーリト・ロッセリーニ（英語版）、エジプト学者（* 1800年）
- 1852年 - ジェームス・プラディエ、彫刻家（* 1790年）
- 1872年 - スタニスワフ・モニューシュコ、指揮者、作曲家（* 1819年）
- 1872年 - ヨハン・ルドルフ・トルベッケ、政治家（* 1798年）
- 1875年 - エドゥアルト・メーリケ、ロマン主義詩人（* 1804年）
- 1876年 - アブデュルアズィズ、オスマン帝国第32代皇帝（* 1830年）
- 1887年 - ウィリアム・A・ウィーラー、政治家、第19代アメリカ合衆国副大統領（* 1819年）
- 1894年 - ヴィルヘルム・ロッシャー、経済学者（* 1817年）
- 1905年 - ヤン・ミクリチ・ラデツキ（英語版）、医師（* 1850年）
- 1907年 - アガーテ・バッケル＝グロンダール、作曲家（* 1847年）
- 1909年 - 吉川経健、岩国藩主（* 1855年）
- 1918年 - チャールズ・W・フェアバンクス、政治家、第26代アメリカ合衆国副大統領（* 1852年）
- 1919年 - 徳大寺実則、公卿、内大臣、侍従長（* 1840年）
- 1920年 - 寺内タキ、第18代内閣総理大臣夫人（*1863年）
- 1925年 - ピエール・ルイス、詩人、小説家（* 1870年）
- 1928年 - 張作霖、軍人、政治家（* 1875年）
- 1929年 - ハリー・フレイジー、メジャーリーグ球団オーナー（* 1880年）
- 1931年 - フサイン・イブン・アリー、マッカ（メッカ）のシャリーフ、オスマン帝国からのアラブ独立運動の指導者（* 1853年）
- 1938年 - フェルディナン＝ジャン・ダリエ（ドイツ語版）、皮膚科医（* 1856年）
- 1938年 - 廣池千九郎、法学者 、歴史学者、道徳教育者（* 1866年）
- 1941年 - ヴィルヘルム2世、ドイツ皇帝（* 1859年）
- 1942年 - ラインハルト・ハイドリヒ、ナチス・ドイツ親衛隊大将（* 1904年）
- 1946年 - 松井慶四郎、第39代外務大臣（* 1868年）
- 1951年 - セルゲイ・クーセヴィツキー、指揮者（* 1874年）
- 1954年 - 山崎朝雲、彫刻家（* 1867年）
- 1956年 - 名取和作、実業家、富士電機製造（現・富士電機）初代社長、元時事新報社社長（* 1872年）
- 1956年 - 鉃村光子、料理研究家（* 1894年）
- 1959年 - 土方与志、演出家（* 1898年）
- 1959年 - チャールズ・ヴィダー、映画監督（* 1900年）
- 1961年 - ウィリアム・アストベリー、物理学者、生化学者（* 1898年）
- 1962年 - 前田多門、第63代文部大臣（* 1884年）
- 1964年 - サムイル・マルシャーク、詩人、児童文学作家、翻訳家（* 1887年）
- 1966年 - 市川團蔵 (8代目)、歌舞伎役者（* 1882年）
- 1966年 - 張勉、大韓民国第二共和国国務総理（* 1899年）
- 1967年 - ロイド・バークナー（英語版）、電波物理学者、海軍士官、アメリカ人工衛星計画最高指導者（* 1905年）
- 1968年 - 大橋八郎、第4代NHK会長、第2代日本電信電話公社総裁（* 1885年）
- 1968年 - 保篠龍緒、翻訳家（* 1892年）
- 1968年 - ドロシー・ギッシュ、女優（* 1898年）
- 1968年 - アレクサンドル・コジェーヴ、哲学者（* 1902年）
- 1969年 - ラファエル・オスナ、テニス選手（* 1938年）
- 1971年 - ルカーチ・ジェルジ、哲学者（* 1885年）
- 1973年 - モーリス・ルネ・フレシェ、数学者（* 1878年）
- 1982年 - 黒田辰秋、漆芸家（* 1904年）
- 1982年 - ジュリアン・アシュキン（英語版）、核物理学者（* 1920年）
- 1983年 - 塩野谷九十九、経済学者、名古屋大学名誉教授（* 1905年）
- 1986年 - 西川政一、実業家、元日商岩井社長・会長（* 1899年）
- 1989年 - 大渡順二、医事評論家（* 1904年）
- 1992年 - メルビン・ドレシャー（英語版）、数学者（* 1911年）
- 1992年 - 堀内末男、出版事業家、第2代集英社社長（* 1919年）
- 1992年 - 向秀男[7]、アートディレクター、向デザイン企画室代表、元大日本麦酒(現サッポロビール)社員・ライトパブリシティ副社長（* 1923年）
- 1993年 - バーナード・エヴスリン、作家（* 1922年）
- 1994年 - ジャン・デトワイラー、作曲家（* 1907年）
- 1994年 - 斉藤丑松、作曲家（* 1912年）
- 1996年 - 大久保輝臣、フランス文学者、翻訳家（* 1928年）
- 1997年 - ジョニー”ハモンド”スミス（英語版）、ソウルジャズ・ハードバップオルガニスト（* 1933年）
- 1997年 - ロニー・レーン、ミュージシャン（* 1946年）
- 2000年 - 佐藤博治、卓球選手（* 1925年）
- 2001年 - ディペンドラ、ネパール皇太子・国王（* 1972年）
- 2002年 - ピョートル・イワシュチン、ソ連軍参謀本部情報総局長（* 1909年）
- 2003年 - カールハンス・クローン（ドイツ語版）、体育学者、インディアカ考案者（* 1908年）
- 2003年 - 滝澤義夫、政治家、元岡山県玉島市（現・倉敷市）長、倉敷市長（* 1917年）
- 2004年 - スティーヴ・レイシー、ジャズ、フリー・ジャズのソプラノ・サクソフォーン奏者（* 1934年）
- 2004年 - ニーノ・マンフレディ、俳優（* 1921年）
- 2005年 - 印順、僧、仏教学者（* 1906年）
- 2005年 - カール・シュタインブーフ（英語版）、ドイツの情報工学者、Lernmatrix（英語版）開発者（* 1917年）
- 2006年 - 武井美男、アマチュア相撲部指導者（* 1950年）
- 2007年 - 大宮隆、実業家、元寶酒造社長、宝ホールディングス相談役（* 1913年）
- 2007年 - クリート・ボイヤー、元プロ野球選手（* 1937年）
- 2007年 - クレイグ・ライル・トーマス、政治家（* 1933年）
- 2008年 - 斎藤守慶、経営者、毎日放送最高顧問・代表取締役社長・会長（* 1928年）
- 2008年 - 長沼憲彦、地方自治体職員、政治家、元留萌支庁長、元北海道留萌市長（* 1934年）
- 2008年 - アガタ・ムロズ、バレーボール選手（* 1982年）
- 2009年 - 菊地貞三、詩人（* 1925年）
- 2009年 - 永井淳、英米文学翻訳家（* 1935年）
- 2009年 - 水沢渓、経済評論家、出版社社長（* 1935年）
- 2010年 - ジョン・ウッデン、元バスケットボール選手、指導者（* 1910年）
- 2010年 - 中野政樹、芸術学者、東京藝術大学名誉教授（* 1929年)
- 2011年 - リリアン・J・ブラウン、推理作家（* 1913年）
- 2011年 - ローレンス・シドニー・イーグルバーガー、政治家、第62代アメリカ合衆国国務長官（* 1930年）
- 2011年 - 小西秋雄、実業家、元新キャタピラー三菱社長（* 1923年）
- 2011年 - 笹森清、労働運動家、第4代日本労働組合総連合会会長、元内閣特別顧問（* 1940年）
- 2012年 - 中村裕一、工学博士、実業家、元三菱自動車工業社長（* 1926年）
- 2012年 - ジョニー吉長、ドラマー（* 1949年）
- 2013年 - 広田幸一、政治家（* 1915年）
- 2013年 - 長門勇、俳優（* 1932年）
- 2013年 - 田中夏木、政治家、第3代大阪府四條畷市長（* 1934年）
- 2014年 - 江口季好、詩人、国語教育研究者（* 1925年）
- 2014年 - ドン・ジマー、元プロ野球選手（* 1931年）
- 2014年 - 平田耿二、日本史学者、上智大学名誉教授（* 1936年）
- 2014年 - 林隆三、俳優（* 1943年）
- 2014年 - 益本康男、実業家、元株式会社クボタ社長（* 1947年）
- 2015年 - ヘルマン・ツァップ、書体デザイナー（* 1918年）
- 2015年 - 小島又雄、実業家、元住友金属工業社長（* 1935年）
- 2016年 - 中谷林太郎[8]、微生物学者（* 1924年）
- 2016年 - カルメン・ペレイラ、政治家（* 1936年）
- 2016年 - 丸尾充、実業家、元日鉄住金鋼管社長、元日本バスケットボールリーグ理事長（* 1948年）
- 2017年 - フアン・ゴイティソーロ、小説家（* 1931年）
- 2018年 - 森岡茂夫[9]、実業家、元山之内製薬（現アステラス製薬）社長（* 1922年）
- 2018年 - 岩崎宏、実業家、元東洋ラジエーター（現・ティラド）社長（* 1924年）
- 2018年 - 柳田弘、政治家、元秋田県本荘市・由利本荘市長（* 1931年）
- 2018年 - ドワイト・クラーク、アメリカンフットボール選手（* 1957年）
- 2019年 - ビル・ガボア、バスケットボール選手（* 1922年）
- 2019年 - 石坂照子、免疫学者、元米ジョンズ・ホプキンス大学教授（* 1926年）
- 2019年 - レナート・ヨハンソン、AIKソルナ元会長、第5代欧州サッカー連盟会長（* 1929年）
- 2019年 - ロビン・ハード、レーシングカーエンジニア、デザイナー、マーチ・エンジニアリング共同創業者（* 1939年）
- 2019年 - 河村要助、デザイナー、イラストレーター、音楽評論家（* 1944年）
- 2020年 - 中村義作、官僚、工学者、数学者、静岡県立大学名誉教授（* 1928年）
- 2020年 - ピート・ラデマッハー、元プロボクサー、1956年メルボルンオリンピック金メダリスト（* 1928年）
- 2020年 - 比屋根毅、実業家、エーデルワイス会長（* 1937年）
- 2021年 - 池谷淳、政治家、元静岡県下田市長（* 1932年）
- 2021年 - リヒャルト・R・エルンスト、化学者、ノーベル化学賞受賞者（* 1933年）
- 2021年 - クラレンス・ウィリアムズ3世、俳優（* 1939年）
- 2021年 - 小倉敏雄、政治家、元茨城県下妻市長（* 1940年）
- 2021年 - 西脇英夫、映画評論家（* 1943年）
- 2021年 - 高松邦男、元調教師（* 1948年）
- 2022年 - 石井一、政治家、第19代国土庁長官、第45代自治大臣、第55代国家公安委員会委員長（* 1934年）
- 2023年 - 飯島善、政治家、元茨城県つくばみらい市長（* 1930年）
- 2023年 - ジョージ・ウィンストン、ピアニスト、作曲家（* 1949年）
- 2024年 - 林友直、宇宙工学者、電子工学者、東京大学名誉教授（* 1927年）
- 2024年 - 清水幹夫、アナウンサー（* 1930年）
- 2024年 - 辻井昭雄、実業家、元近畿日本鉄道社長・会長（* 1932年）
- 2024年 - トム・バウアー、俳優（* 1938年）

### 人物以外（動物など）
- 1995年 - ライスシャワー、競走馬（* 1989年）

## 記念日・年中行事

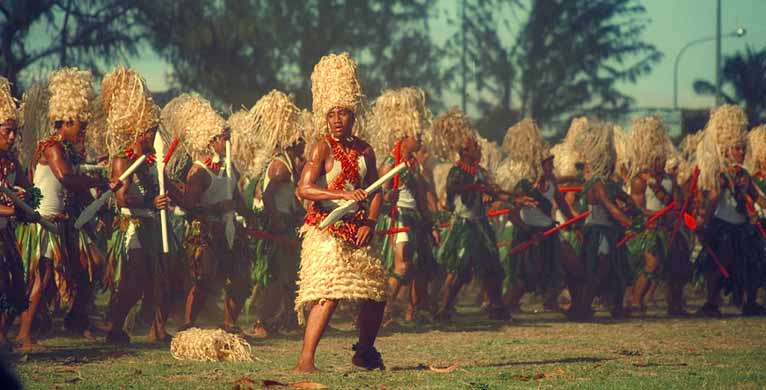
トンガの独立記念日。画像は伝統舞踊カイラオ

- 侵略による罪のない幼児犠牲者の国際デー（英語版）（ 世界）
国際デーの一つ。
- 解放記念日（ トンガ）
1970年のこの日、トンガがイギリスから独立したことを記念。
- 国旗の日（ エストニア）
1884年のこの日、最初のエストニアの国旗が制定されたことを記念。
- 国民連帯の日（ ハンガリー）
1920年のこの日、ハンガリーが連合国とトリアノン条約を結び講和する。

### むし（64）の語呂合わせに由来する記念日
- ムシキングの日（ 日本）
株式会社セガ・インタラクティブのムシキングチームが「新甲虫王者ムシキング」の面白さとゲーム性を多くの人に知ってもらうため、2016年に制定。日付は「ム（6）シ（4）キング」の語呂合わせから[10]。
- 水虫治療の日（ 日本）
兵庫県尼崎市の大源製薬株式会社が2016年に制定。水虫は完治する病気のため、早期治療の大切さと、あきらめずに治療に取り込むことを知ってもらうのが目的。日付は水虫の「む（6）し（4）」と読む語呂合わせから[11]。
- ムシの日（ 日本） （ねずみ・衛生害虫駆除推進月間（ムシナシ月間） - 7月4日まで）
公益社団法人日本ペストコントロール協会が制定。日付は「む(6)し(4)な(7)し(4)」の語呂合わせから[12]。
- 杖立温泉・蒸し湯の日（ 日本）
熊本県観光課が制定。熊本県阿蘇郡小国町の杖立温泉の名物「蒸し湯」の魅力を、さらに多くの人に知ってもらうことが目的。日付は「蒸し湯」の「蒸（6）し（4）」と読む語呂合わせから[13]。
- 虫の日（ 日本）
1988年に漫画家の手塚治虫が初代会長をつとめた日本昆虫倶楽部が「ムシの日」を制定。同日、「カブトムシ自然王国」を宣言している福島県常葉町（現：田村市常葉町）の常葉町振興公社（現：田村市常葉振興公社）が「ムシの日」制定した。
また、2018年には解剖学者の養老孟司によって「虫の日」が制定される。2015年養老孟司の発案により、鎌倉の建長寺に、建築家の隈研吾がデザインした虫のための慰霊碑「虫塚」が建立された[14]。
- 虫歯予防デー（ 日本、1928年 - 1938年）
日本歯科医師会が実施していた記念日。6月4日の「64」が「むし」と読めることから。
  - 歯と口の健康週間（ 日本） 6月10日まで
昭和3年に「むし歯予防デー」として実施され、昭和33年から「歯の衛生週間」の名称で実施されていたが、歯のみでなく口腔及びその周囲等の健康を増進していくことを目的に、2013年に「歯と口の健康週間」に名称変更された。厚生労働省、文部科学省、日本歯科医師会、日本学校歯科医会が実施している。

### 食品関係の記念日
- 蒸しパンの日（ 日本）
北海道札幌市の日糧製パン株式会社が制定。日付は「蒸(6)し(4)」の語呂合わせから[15]。
- ローメンの日（ 日本）
長野県伊那市の伊那商工会議所が制定。ローメンは羊の肉と蒸した固めの中華麺を、独特のスープでキャベツ、キクラゲなどと煮込んだもの。ローメンは蒸した麺を使うところから6と4で「蒸し」の語呂合わせから。
- 蒸し豆の日（ 日本）
兵庫県神戸市灘区に本社を置く株式会社マルヤナギ小倉屋が2012年に制定。素材そのものの風味や香り、旨みや栄養価を逃がさない蒸し豆の良さを、多くの人に知ってもらうのが目的。日付は6と4で「蒸し」と読む語呂合わせから[16]。
- 佐土原ナスの日（ 日本）
江戸時代から地元で食べられていたが、病気に弱かったことなどから昭和50年代にいったん市場から姿を消したものの21世紀に復活した宮崎の伝統野菜「佐土原なす」のPRを目的に「宮崎市佐土原ナス研究会」が制定。ナスの旬が6月なことと、2000年に県の農業試験場が保管していた約500粒の種を蒔いたところ、4粒だけが奇跡的に発芽し復活につながったことから[17]。

### その他の記念日
- すとぷりの日（ 日本）
2016年のこの日にすとぷりが結成されたことを記念し、結成8周年を迎えた2024年のこの日に日本記念日協会により登録[18]。
- ショートフィルムの日（ 日本）
1999年、短編映画祭「アメリカン・ショートショート フィルムフェスティバル」が日本で初めて開催されたのを記念して、別所哲也が創設したショートショート実行委員会が制定[19]。
- 土地改良制度記念日（ 日本）
1949年のこの日に土地改良法が制定されたことを記念[20]。
- 伝教大師忌（ 日本）
日本における天台宗の開祖の最澄（伝教大師）は、弘仁13年6月4日（陽暦822年6月26日）比叡山の中道院において56歳で遷化した[21]。この日、日本全国の天台宗の寺院では、山家会という法会が行われる[22]。